# 侯雨利
侯雨利（1900年2月11日—1989年6月23日），日治台灣臺南縣二重港（今台南市北門區仁里里）人，台灣布商、企業家，以臺南紡織出資者聞名。為南台灣商業界「台南幫」的領導者之一，與台塑集團創辦人王永慶齊名，有「南侯北王」之稱。

## 早年生平

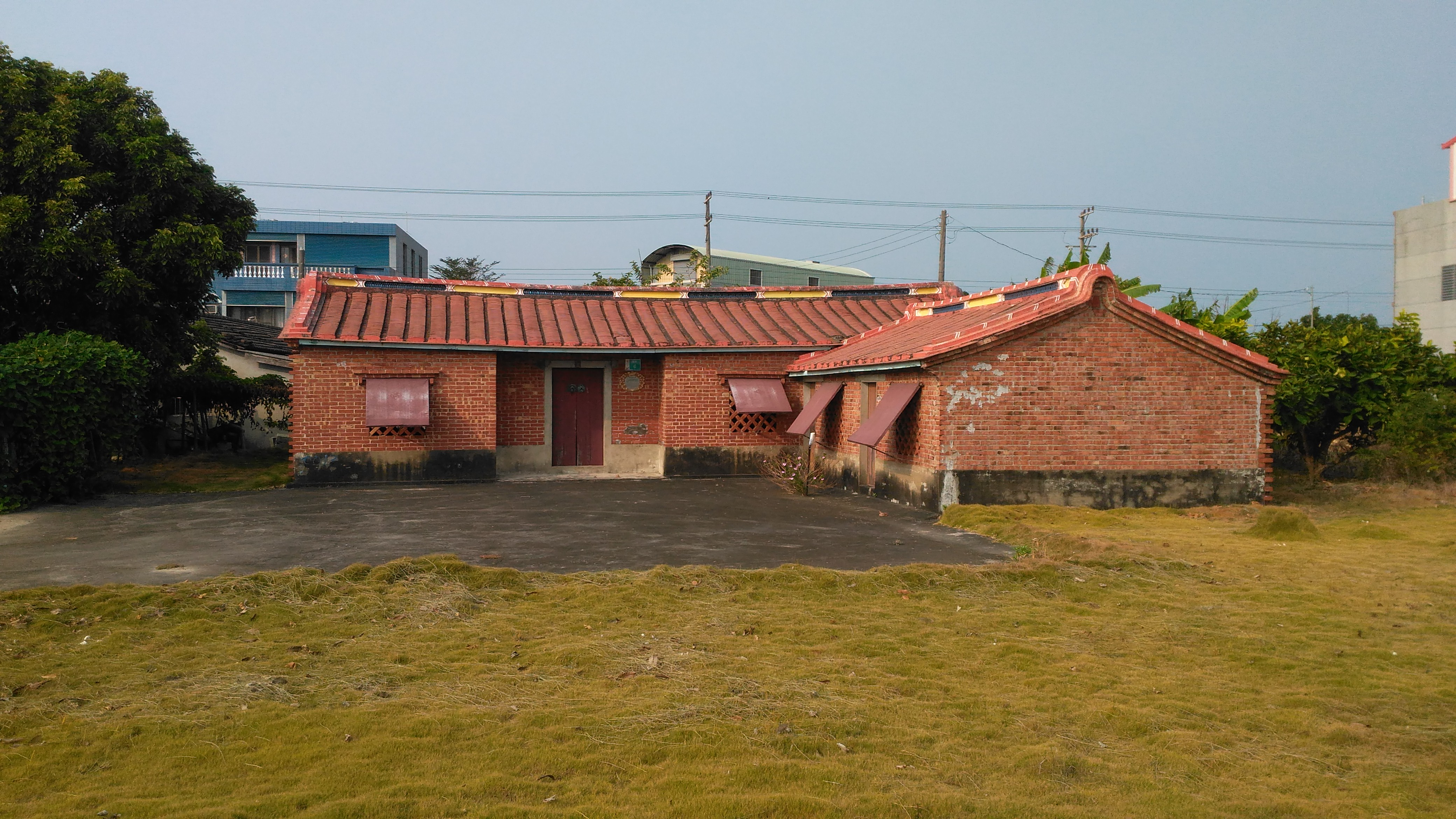
侯雨利位於二重港的故居

侯雨利於明治三十三年二月十一日（1900年2月11日）生於日治台灣臺南縣學甲堡二重港（今台南市北門區仁里里），先祖曾因墓葬地問題與人爭訟數年；至父輩那一代，全家兄弟十人田產不及一台甲。
其父侯江是一位自耕農，在侯雨利四歲時過世。侯雨利由母親李瓜養大，沒有受過正式教育。侯雨利八、九歲時曾入北門公學校就讀，一年餘後就因家境困難輟學。十一歲（虛歲）時就四處傭工，賺取微薄薪資幫母親扶持家計:49-50。

## 工作與經商

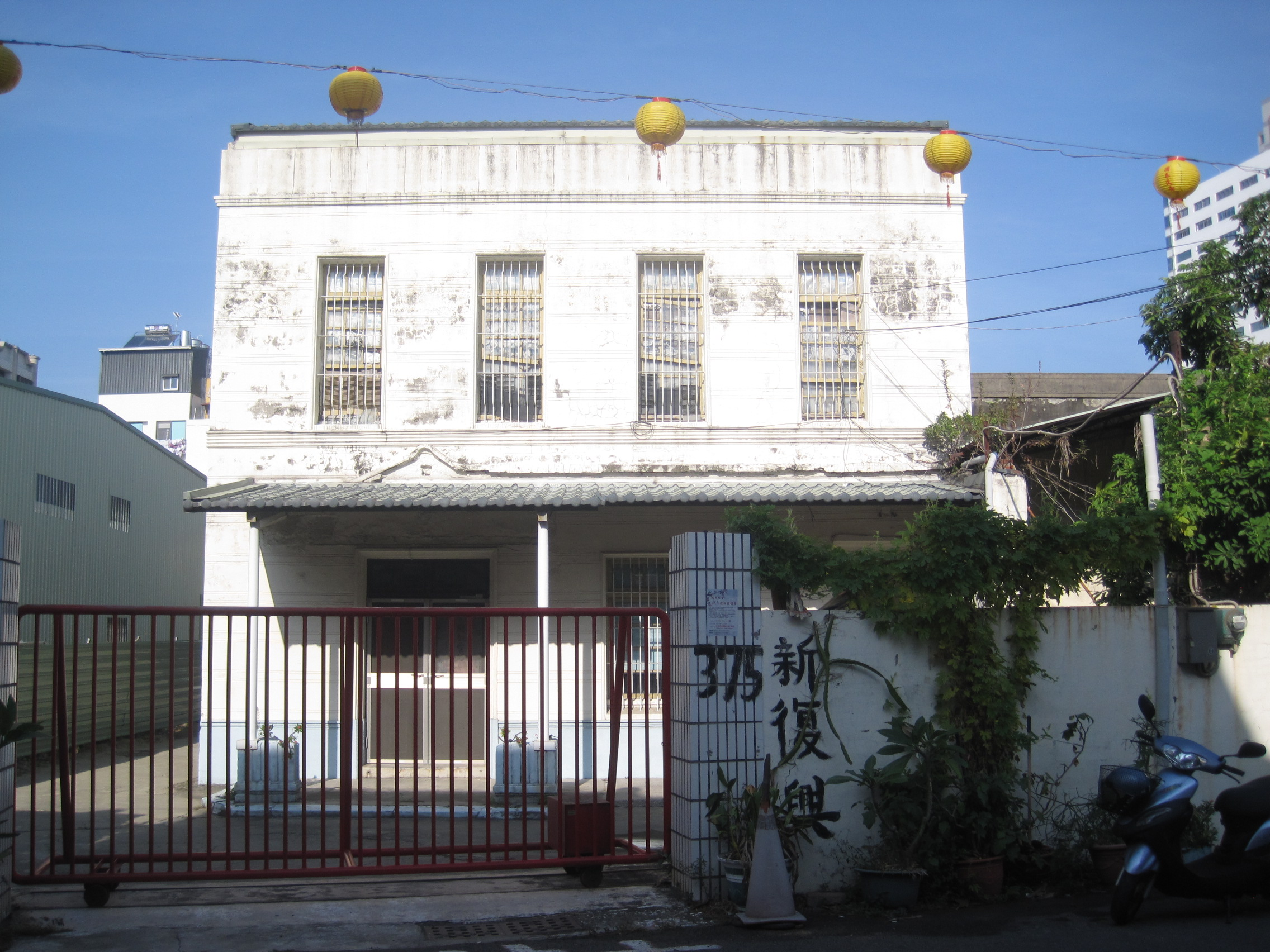
新復興紡織廠辦公室

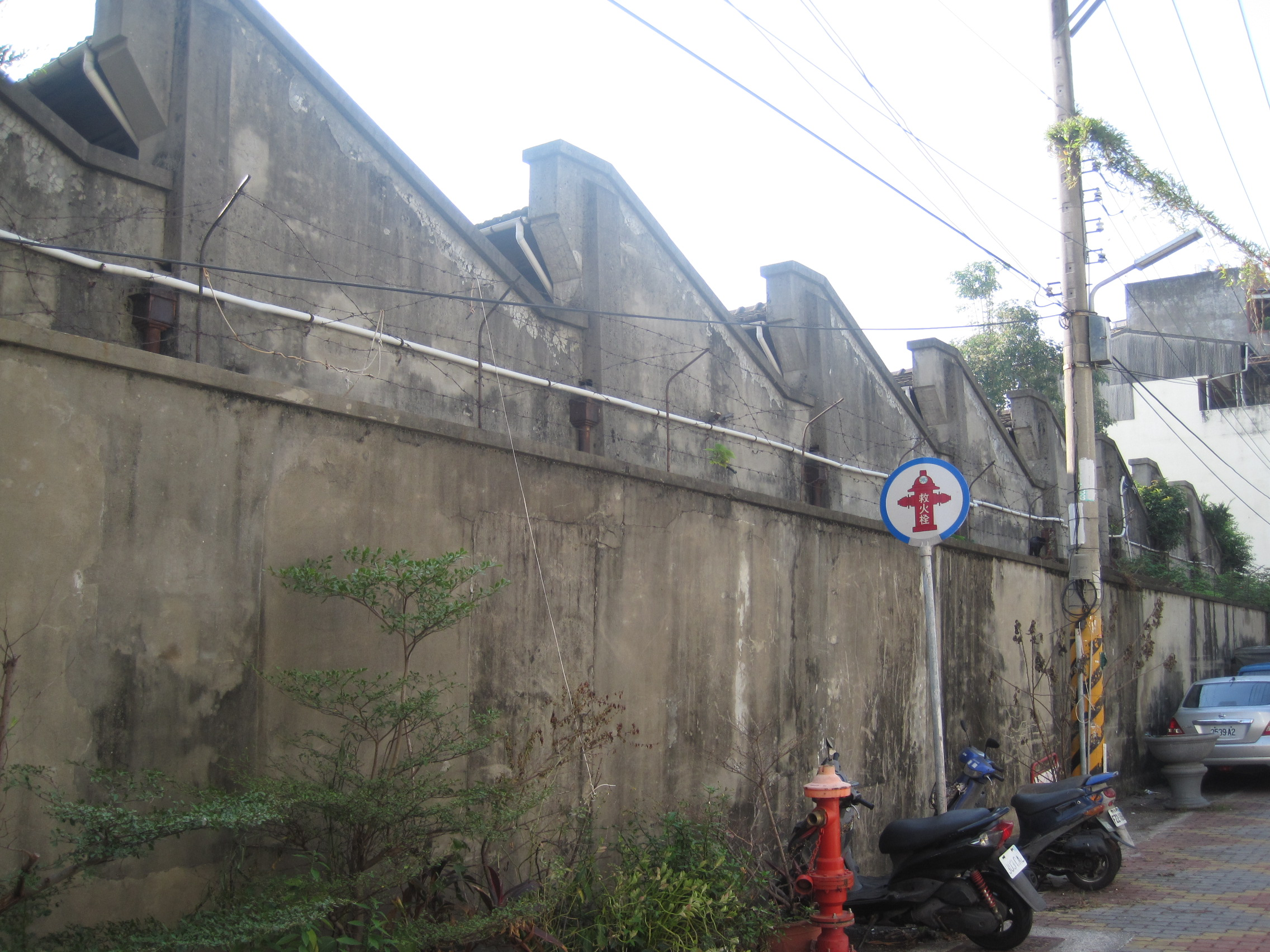
新復興紡織廠廠房

14歲時，侯雨利至其十叔侯基的布莊新復發中擔任學徒，四年後離職，自營生計。侯雨利二十歲時與鄰庄舊頭港的吳烏香結婚，當肩挑布擔的小販。1926年，侯雨利27歲時離開二重港，遷居臺南城內。與一同當學徒的堂兄大伯父之子侯調、三伯父之子侯排合創新復成。1927年（昭和二年），進行分家，侯調繼續經營新復成，侯排另創新復茂，侯雨利開設「新復興」布行，初組時賃屋於杉行街（今中西區普濟街），然因侯雨利眼光獨到，善於經營，加上勤奮節儉。三年之後即有足夠餘額購置開基武廟旁之新屋，兼為店鋪及住宅之用，五年後，「新復興」年營業額達35萬。在1930年代，成為臺南市區布類批發商中的佼佼者。
「新復興」布行成立兩年後，侯雨利即親自東渡日本內地，以該行職員任翻譯直接向內地商行採購，節省臺灣中介商轉手費用。其後侯雨利甚至不帶譯員單槍匹馬赴日採購，侯雨利一開始雖然不諳日文，僅能應付簡單交涉，如「多少錢」、「太貴啦」、「算便宜一點」。但親至日本本土，與布莊直接交涉進貨，節省了成本，開創了商機。1931年（昭和六年），臺南市區一名蔡姓商人在媽祖樓（臺南市忠孝街）附近經營的織布廠經營不善，尋求轉讓。當時「新復興」布行已紮穩基礎，侯雨利遂趁機購買該廠，改為「新復興」紡織廠，自行生產布料:68-69。1935年前後，為拓展商機，侯雨利曾往香港、廈門一帶從事布疋貿易，由於不諳商情，導致賠累甚巨，除布行及布廠設備保留外，資金幾乎虧空。直到不久日中戰爭爆發後，侯雨利的事業才絕處逢生:68。
在日中戰爭爆發後，布莊生意受到戰爭影響，日本內地物資管制，黑市盛行，侯雨利趁機東渡大阪，購買受管制的物資，在台日間進行貿易。同時以其獲利，前後一年獲利極豐。侯雨利自內地全身而退後，在臺南購置倒閉的布莊以及多筆土地，於市區西區濱海及北門、七股等地或購或租魚塭，以企業化經營魚塭使收益高於土地收租:69。國府領台後，實施耕者有其田政策，一般有耕地三甲以上須釋出，但魚塭地不在此限。日後魚塭地多成市地重劃區（如舊臺南市西區），價值不斐。
1945年，中華民國政府接管台灣，新復興紡織廠隨即復工，在物資缺乏下成為侯雨利的「金雞母」，侯雨利並把握此時機潛心研究，不斷設計改良花色與品質，使新復興產品附加價值提高。民國三十五年（1946年），侯雨利買下臺北市迪化街一段67號房子作為新復興布廠的臺北聯絡處，並從事放貸取息:70-72。日後侯雨利進行過多項企業投資，如統一企業、太子建設等。

## 參與企業投資
1946年12月，吳修齊兄弟的「新和興」因業務需要，在臺北開設分行「臺北三興行」，此時侯雨利與侯調均參與「臺北三興行」的投資，成為侯、吳兩家族合作投資之開始:84-86。形成家族與宗親的合夥組織。
民國四十二年（1953年）起，政府實施第一期四年經濟建設計劃，紡織業是發展項目之一。臺南幫自1950年代前後接觸織布業及染整業，紗廠經營為紡織業重心，設立紗廠成為當時紡織業者亟思爭取的目標。臺南幫除邀請將卸任臺北市長的吳三連擔任台南紡織公司籌備處主任委員，吳尊賢兄弟也邀請曾出面向當局爭取設廠的侯雨利參與投資。:124-125。1954年8月，行政院經濟安定委員會核准台南紡織以一萬錠設廠。1955年3月21日，經濟部發給公司執照，台南紡織公司正式成立。侯雨利參與投資，其中一半以上資本來自侯雨利家族，當時初登記資本額為750萬元，實收資本1500萬，侯雨利即投資約600萬元:89-90。台南紡織採用專業經理人制，邀請吳三連為董事長，聘吳修齊為總經理。侯雨利出任常務董事。
隨著企業的擴充，多角化經營也是重要途徑。1959年4月，新和興系統一度研議創設鍍鋅鋼管廠，當時侯雨利正從東南亞考察歸來，他認為台灣的水泥製造業極有發展前途，力勸吳尊賢等人停止籌設鋼管廠，轉而爭取水泥業。1959年6月，環球水泥公司籌備會召開，然而當局受到行政院外匯貿易審議委員會主任委員尹仲容的意見，不表支持。因此環泥籌備會曾討論是否中止籌設，惟侯雨利十分積極，堅主繼續進行，後透過黨國大老吳忠信的出面協助，終於獲准成立:133-134。1960年3月1日，環球水泥召開第一次股東大會，宣告公司成立，侯雨利亦參與投資，成為主要股東。環球水泥成立時資本額訂新台幣一億元，到1962年5月收足，收足時侯雨利家族出資額5050萬，侯雨利家族佔六名董事、一名監事:94-95。

## 「海利事件」到逝世
1972年，侯雨利出售環球水泥的股票4660張（約為股本的25%）給國泰蔡家，以籌措資金，投入其么子侯永松經營的海利漁業。海利漁業從事遠洋漁業，高峰時有20多艘漁船，為當時台灣最大的漁業公司。1985年，海利漁業因經營不善，宣告破產，留下約新台幣20餘億元的龐大債務主要由長子侯永都負責償還。
1989年6月，侯雨利去世，當時因財產都由兒子繼承，引起女兒及女婿不滿。侯雨利告別式當天，會場發生懸掛發生白布條叫罵爭執事件，中途二房次女侯榮秋說要見父親最後一面而強行闖入，被六名大漢押離現場，最終還導致侯家後代對簿公堂。

## 家庭
侯雨利有三位妻妾，分別是吳烏香、王秀雲、林進。
| 配偶        | 子女 | 備註 |
| 元配 吳烏香 | |      |
| 侯榭榴      | |      |
| 侯永都      | 配偶陳碧華，為高雄商人陳福謙曾孫女。育有三子：侯博義、侯博裕、侯博明。在侯雨利逝世後一個月因大腸癌病逝，生前移轉財產給三個兒子，為此曾遭侯雨利二房女婿許東湖檢舉侯家三兄弟逃漏贈與稅。侯博明為現任臺南紡織董事長，積極推動廠房土地轉型，亦身兼南鯤鯓代天府顧問團主席與南台科技大學董監事。侯博義與侯博裕則為南紡董事會成員。 |      |
| 侯金柑      | |      |
| 侯玉嫌      | |      |
| 侯金英      | 夫婿為前央行總裁梁國樹，現任遠東國際商業銀行董事長。 |      |
| 侯永松      | |      |
| 二房 王秀雲 | |      |
| 侯貴貞      | |      |
| 侯榮秋      | |      |
| 侯敏英      | |      |
| 侯銀月      | |      |
| 侯金足      | |      |
| 侯盈足      | |      |
| 三房 林進   | 膝下無子女 |      |

## 榮譽
- 2015年，台南市政府審議通過將侯雨利列為台南市歷史名人，在其北門區二重港故居掛牌紀念。5月17日由市長賴清德掛牌，侯雨利的孫子、臺南紡織副董事長侯博明代表侯家致詞感謝[15]。

### 引用
1. ↑  蔡乙萱. . 自由時報. 2015-02-12  [2016-01-22]. （原始内容存档于2017-11-18）.
2. 1 2 3 4 5 6 7 8 9 10  謝國興. . 中央研究院近代史研究所出版. 1994年11月.
3. ↑  《吳修齊先生訪談錄》，頁67。
4. ↑  吳修齊，《七十回憶》，頁140。
5. ↑  張耘書. . 臺南市政府文化局. 2017-07: 頁148. ISBN 978-986-05-2924-1.
6. ↑  《吳修齊先生訪談錄》，頁78。
7. ↑  《吳修齊先生訪談錄》，頁81。
8. ↑  . 自由時報. 2005-12-20  [2017-11-19]. （原始内容存档于2019-07-02）.
9. ↑  陳柔縉. . 麥田. 2022: 261–276. ISBN 9786263102385.
10. ↑  . 壹周刊. 2013-11-28  [2022-06-23]. （原始内容存档于2021-07-09）.
11. ↑  . 自由時報. 2016-06-12  [2019-11-14]. （原始内容存档于2020-08-08）.
12. ↑  . 壹週刊. 2019-10-16  [2019-11-14]. （原始内容存档于2019-11-13）.
13. ↑  .   [2020-09-17]. （原始内容存档于2021-04-22）.
14. ↑  南紡集團總裁侯博明：將更積極活化土地資產
15. ↑  王涵平. . 自由時報. 2015-05-18  [2017-11-19]. （原始内容存档于2019-05-13）.

### 書目
- 謝國興，《企業發展與台灣經驗：台南幫的個案研究》，臺北：中央研究院近代史研究所出版，1994年11月出版。

## 外部連結
- 二重港侯氏宗祠 侯雨利略傳 （页面存档备份，存于）